# Bravães
Bravães ist eine Gemeinde (Freguesia) im nordportugiesischen Kreis Ponte da Barca. In ihr leben 600 Einwohner (Stand 19. April 2021).

## Geschichte
1180 bestand bereits ein Kloster in Bravães, das Portugals erster König, D.Afonso Henriques, dem Ritter Pelagio Velasques unterstellte. Im Umfeld des Klosters existierte der gleichnamige Ort. Das Kloster verlor in den folgenden Zeiten zunehmend an Bedeutung und verfiel, bis es 1420 auf Anweisung von Papst Martin V. seinen Status verlor, und seit 1434 nur noch eine einfache Gemeindekirche war.

## Sehenswürdigkeiten
Die kleine Kirche Igreja de São Salvador („Erlöserkirche“) von etwa 1125, nach anderen Quellen bereits von 1080, zählt zu den bedeutendsten romanischen Burgkirchen Portugals. Das Westportal zeigt überlange Menschenfiguren und Tiergestalten aus dem Reich der Fabeln und erinnert in seinem Skulpturenschmuck an das Südportal von Santiago de Compostela. Die Ikonographie der Portale ist für Portugal ungewöhnlich und konnte bis heute nicht eindeutig bestimmt werden. Die Kirche steht, ebenso wie zwei kleinere Kirchen (Capelas) in der Gemeinde, unter Denkmalschutz.